# Daniel Tkaczuk
Daniel Tkaczuk (né le 10 août 1979 à Toronto, dans la province de l'Ontario au Canada) est un joueur professionnel canadien de hockey sur glace.

## Carrière
Réclamé par les Flames de Calgary au premier tour du repêchage de 1997 de la Ligue nationale de hockey alors qu'il évolue pour les Colts de Barrie de la Ligue de hockey de l'Ontario, Tkaczuk poursuit avec ces derniers pour deux saisons supplémentaires avant de devenir joueur professionnel en 1999.
Rejoignant alors le club affilié aux Flames dans la Ligue américaine de hockey, les Flames de Saint-Jean, il récolte avec ceux-ci 66 point en 80 rencontres et décroche une place sur l'équipe d'étoiles des recrues.
Commençant la saison 2000-2001 en LAH, il est appelé à rejoindre Calgary pour dix-neuf parties avant de retourner au club-école et d'aider Saint-John à remporter la Coupe Calder remise à l'équipe championne des séries éliminatoires de la LAH.
Échangé à l'été suivant aux Blues de Saint-Louis, il reste au sein de l'organisation durant deux saisons, ne jouant cependant qu'avec leur club affilié. Devenant agent libre en 2003 et voyant aucune équipe de la LNH lui offrir de contrat, il quitte vers la Finlande et rejoint pour le reste de la saison 2003-2004 le Rauman Lukko de la SM-Liiga.
Le joueur de centre quitte par la suite vers l'Italie et la Série A où il s'aligne durant deux saisons avec le HC Milano. En 2006, il rejoint le ERC Ingolstadt de la DEL en Allemagne avec qui il reste pour une saison avant de rejoindre le EV Duisbourg pour deux années.
De retour en Amérique du Nord en 2009, il s'aligne pour quelque rencontres en LAH avant de rejoindre les Checkers de Charlotte de l'ECHL. Il se retire de la compétition à l'été 2011 et accepte par la suite un poste d'entraîneur-adjoint pour l'Attack d'Owen Sound de la LHO.

## Statistiques

### En club
| Saison         | Équipe                     | Ligue          |     | Saison régulière | Saison régulière | Saison régulière | Saison régulière | Saison régulière |    | Séries éliminatoires | Séries éliminatoires | Séries éliminatoires | Séries éliminatoires | Séries éliminatoires |
| Saison         | Équipe                     | Ligue          | PJ  | B                | A                | Pts              | Pun              | PJ               | B  | A                    | Pts                  | Pun                  |                      |                      |
| 1995-1996      | Colts de Barrie            | LHO            | 61  | 22               | 39               | 61               | 38               | 7                | 1  | 2                    | 3                    | 8                    |                      |                      |
| 1996-1997      | Colts de Barrie            | LHO            | 62  | 45               | 48               | 93               | 49               | 9                | 7  | 2                    | 9                    | 2                    |                      |                      |
| 1997-1998      | Colts de Barrie            | LHO            | 57  | 35               | 40               | 75               | 38               | 6                | 2  | 3                    | 5                    | 8                    |                      |                      |
| 1998-1999      | Colts de Barrie            | LHO            | 58  | 43               | 62               | 105              | 58               | 12               | 7  | 8                    | 15                   | 10                   |                      |                      |
| 1999-2000      | Flames de Saint-Jean       | LAH            | 80  | 25               | 41               | 66               | 56               | 3                | 0  | 0                    | 0                    | 0                    |                      |                      |
| 2000-2001      | Flames de Saint-Jean       | LAH            | 50  | 15               | 21               | 36               | 48               | 14               | 10 | 9                    | 19                   | 4                    |                      |                      |
| 2000-2001      | Flames de Calgary          | LNH            | 19  | 4                | 7                | 11               | 14               | -                | -  | -                    | -                    | -                    |                      |                      |
| 2001-2002      | IceCats de Worcester       | LAH            | 75  | 10               | 27               | 37               | 37               | 3                | 1  | 1                    | 2                    | 2                    |                      |                      |
| 2002-2003      | Sound Tigers de Bridgeport | LAH            | 69  | 9                | 18               | 27               | 44               | 9                | 3  | 7                    | 10                   | 18                   |                      |                      |
| 2003-2004      | Rauman Lukko               | SM-Liiga       | 36  | 7                | 11               | 18               | 16               | 4                | 0  | 0                    | 0                    | 18                   |                      |                      |
| 2004-2005      | HC Milano                  | Série A        | 34  | 23               | 33               | 56               | 32               | -                | -  | -                    | -                    | -                    |                      |                      |
| 2005-2006      | HC Milano                  | Série A        | 30  | 13               | 31               | 44               | 55               | 11               | 7  | 5                    | 12                   | 18                   |                      |                      |
| 2006-2007      | ERC Ingolstadt             | DEL            | 48  | 9                | 23               | 32               | 36               | 6                | 1  | 4                    | 5                    | 16                   |                      |                      |
| 2007-2008      | EV Duisbourg               | DEL            | 44  | 17               | 16               | 33               | 54               | -                | -  | -                    | -                    | -                    |                      |                      |
| 2008-2009      | EV Duisbourg               | DEL            | 37  | 3                | 8                | 11               | 34               | -                | -  | -                    | -                    | -                    |                      |                      |
| 2009-2010      | Checkers de Charlotte      | ECHL           | 46  | 11               | 34               | 45               | 18               | 4                | 4  | 1                    | 5                    | 2                    |                      |                      |
| 2009-2010      | Crunch de Syracuse         | LAH            | 3   | 0                | 0                | 0                | 2                | -                | -  | -                    | -                    | -                    |                      |                      |
| 2009-2010      | Americans de Rochester     | LAH            | 7   | 0                | 2                | 2                | 4                | -                | -  | -                    | -                    | -                    |                      |                      |
| 2009-2010      | Wolf Pack de Hartford      | LAH            | 2   | 0                | 0                | 0                | 0                | -                | -  | -                    | -                    | -                    |                      |                      |
| 2010-2011      | Dornbirner EC              | Nationalliga   | 26  | 16               | 17               | 33               | 65               | -                | -  | -                    | -                    | -                    |                      |                      |
| 2010-2011      | Nottingham Panthers        | EIHL           | 8   | 2                | 6                | 8                | 12               | 4                | 0  | 5                    | 5                    | 6                    |                      |                      |
| Totaux LAH     | Totaux LAH                 | Totaux LAH     | 286 | 59               | 109              | 168              | 191              | 29               | 14 | 17                   | 31                   | 24                   |                      |                      |
| Totaux DEL     | Totaux DEL                 | Totaux DEL     | 129 | 29               | 47               | 76               | 124              | 6                | 1  | 4                    | 5                    | 16                   |                      |                      |
| Totaux Série A | Totaux Série A             | Totaux Série A | 64  | 36               | 64               | 100              | 87               | 11               | 7  | 5                    | 12                   | 18                   |                      |                      |
| Totaux LHO     | Totaux LHO                 | Totaux LHO     | 238 | 145              | 189              | 334              | 183              | 34               | 17 | 15                   | 32                   | 28                   |                      |                      |

### En équipe nationale
| Année | Équipe | Compétition                          |   | PJ | B | A  | Pts | Pun               |  | Résultat |
| 1996  | Canada | Championnat du monde moins de 18 ans | 5 | 1  | 1 | 1  | 4   |                   |  |          |
| 1998  | Canada | Championnat du monde junior          | 7 | 2  | 1 | 3  | 4   | 8e position       |  |          |
| 1999  | Canada | Championnat du monde junior          | 7 | 6  | 4 | 10 | 10  | Médaille d'argent |  |          |

## Honneurs et trophées
- Championnat du monde junior
  - Nommé dans l'équipe d'étoiles du tournoi en 1999.
- Ligue de hockey de l'Ontario
  - Nommé dans la première équipe d'étoiles en 1999.
- Ligue américaine de hockey
  - Nommé dans l'équipe d'étoiles des recrues en 2000.

## Transactions en carrière
- Repêchage 1997 : réclamé par les Flames de Calgary (1er choix de l'équipe, 6e au total).
- 23 juin 2001 : échangé par les Flames avec Fred Brathwaite, Sergei Varlamov et le choix de neuvième ronde des Flames au repêchage de 2001 (les Blues sélectionnent avec ce choix Grant Jacobsen) aux Blues de Saint-Louis en retour de Roman Turek et le choix de quatrième ronde des Blues au repêchage de 2001 (les Flames sélectionnent avec ce choix Yegor Shastin).
- 17 décembre 2003 : signe à titre d'agent libre avec le Rauman Lukko de la SM-Liiga en Finlande.
- 16 juillet 2004 : signe à titre d'agent libre avec le HC Milano de la Série A en Italie.
- 16 août 2006 : signe à titre d'agent libre avec le ERC Ingolstadt de la DEL en Allemagne.